# Kazanska katedrala, Sankt Peterburg
Kazanska katedrala ili Kazanski katedralski sabor (rus. Каза&#769;нский кафедра&#769;льный собо&#769;р), takođe poznata kao Katedrala Bogorodice od Kazana, katedrala je Ruske pravoslavne crkve na Nevskom prospektu u Sankt Peterburgu. Ona je posvećena Bogorodici Kazanjskoj, jedna od najcjenjenijih ikona u Rusiji.

## Pozadina
Izgradnja katedrale započeta je 1801. godine i nastavljena deset godina pod nadzorom Aleksandra Sergejeviča Stroganova. Po završetku 1811. godine, novi hram zamenio je crkvu Rođenja Bogorodice, koja je demolirana nakon osvećenja Kazanske katedrale.
Arhitekta Andrej Voronikin modelovao je zgradu na bazilici St. Petra u Rimu. Neki istoričari umetnosti tvrde da je car Pavle (vladao 1796-1801) nameravao da izgradi sličnu crkvu na drugoj strani Nevskog prospekta koja bi odražavala Kazansku katedralu, ali takvi planovi nisu uspeli da se ostvare. Iako je Ruska pravoslavna crkva snažno odbila planove za stvaranje replike katoličke bazilike u tadašnjoj ruskoj prestonici, nekoliko dvorjana podržalo je Voronihinov dizajn ampirskog stila.
Nakon što je Napoleon napao Rusiju (1812) i vrhovni komandni general Mihail Kutuzov zamolio Gospu od Kazana za pomoć, svrha crkve se promenila. Nakon Otadžbinskog rata, Rusi su katedralu doživljavali pre svega kao spomen na pobedu nad Napoleonom. Sam Kutuzov je pokopan u katedrali 1813; a Aleksandar Puškin je napisao slavne redove meditirajući nad njegovom grobom. Godine 1815, pobednička ruska vojska je iz Evrope donela ključeve za sedamnaest gradova i osam tvrđava i postavila ih u sakristiju katedrale. Boris Orlovski je 1837. godine dizajnirao dve bronzane statue Kutuzova i Barklaj de Tolija koje stoje ispred katedrale.
Godine 1876, Kazanske demonstracije, prva političke demonstracije u Rusiji, održane su ispred crkve. Posle Ruske revolucije 1917. vlasti su zatvorile katedralu (januar 1932). U novembru 1932. ponovo je otvorena kao promarksistički „Muzej istorije religije i ateizma“, ili kako se jedan savremeni pisac otvorenije izrazio, „najveći Lenjingradski antireligiozni muzej“, u kompletu sa voštanim delima španske inkvizicije. Službe su nastavljene 1992. godine, a četiri godine kasnije katedrala je vraćena Ruskoj pravoslavnoj crkvi. Prema podacima iz 2017, ona funkcioniše kao matična katedrala mitropolije Sv. Petersburg.
Unutrašnjost katedrale, sa svojim brojnim stubovima, odjekuje spoljnom kolonadom i podseća na dvoranu palate, dugačku 69 metara i visoku 62 metra. U unutrašnjosti se nalaze brojne skulpture i ikone koje su kreirali najbolji ruski umetnici tog doba. Rešetka od kovanog gvožđa koja odvaja katedralu od malog trga iza nje ponekad se navodi kao jedna od najlepših ikad izgrađenih.
Ogromna bronzana vrata katedrale jedna su od četiri kopije originalnih vrata krstionice u Firenci u Italiji (ostala tri su u Grejs katedrali u San Francisku, Sjedinjene Države, u Nelson-Atkinsovom muzeju umetnosti u Kanzas Sitiju, Sjedinjene Države, i u samoj Firentinskoj krstionici).
Kazanska katedrala se smatra modelom neoklasičnog stila Helsinške katedrale, jedne od najvećih znamenitosti Helsinkija, Finska.

## Arhitektura i dekoracija katedrale
Car Pavle  želeo je da hram u izgradnji po njegovom nalogu podseća na veličanstvenu katedralu Svetog Petra u Rimu. Ova želja se ogledala u grandioznoj kolonadi od 96 stuba koje je A.N. Voronihin podigao ispred severne fasade. Kolonada katedrale Svetog Petra u Rimu zatvora trg, dok se Kazansku katedralu može reće da zatvara Nevski prospekt. Ovo arhitektonsko rešenje omogućilo je A.N. Voronihinu da reši problem sa kojim su se suočili svi graditelji crkava na Nevskom prospektu. Avenija se prostire od zapada prema istoku, a pravoslavne crkve su organizovane na isti način: na zapadu - ulaz, na istoku - oltar. Zbog toga su mnoge crkvene zgrade bile prinuđene da stoje postrance u odnosu na glavne gradske saobraćajnice. Kolonada je omogućila da severni, bočni deo katedrale budu ulazna vrata. Kupolni krst katedrale, iz istih razloga, ivicom je okrenut aveniji i nije u potpunosti vidljiv sa prednje, severne strane. Sa juga, katedrala je trebalo da bude ukrašena istom kolonadom, ali plan A. N. Voronihina nije doveden do kraja. Katedrala nema zvonik, već se zvonik nalazi u zapadnom krilu kolonade. Osiguravši krajeve kolonade monumentalnim tremima, Voronihin je projektovao prilaze duž kanala i ulice prema kojima je bila okrenuta zapadna fasada katedrale.
Kupola Kazanske katedrale bila je prva velika gvozdena kupola. Ona je prečnika od 17,7 m i sastoji se od dva reda gvozdenih rebara. Oba reda su pričvršćena na dnu na zajedničkoj osnovi i postepeno se odvajaju prema vrhu. Dodatno ojačana potpornicima i vodoravnim rebrima, ova struktura podržava „jabuku“ krstom, a panikadilo katedrale je takođe okačen na nju. Ispod gvozdene kupole nalaze se još dva reda cigle. Izgrađena pre razvoja metoda za statičku analizu šipkastih struktura, ova kupola je primer uspešnog intuitivnog dizajna. Fasade katedrale su obložene sivim podostskim kamenom.

## Literatura
- Koeppe, Wolfram; Giusti, Anna Maria, ур. (2009). Art of the royal court: treasures in Pietre Dure from the palaces of Europe. Michigan: Metropolitan Museum of Art. стр. 352. ISBN 0300136722.
- Article about Jan Albert de Grave 1699-1729 by Laura J. Meilink-Hoedemaker, in 'Klok en Klepel' the Dutch bulletin of the 'Nederlandse Klokkenspel Vereniging. nr 115 Dec 2011 Dutch and English versions
- Booklet in the cd by Jo Haazen from Sept. 2001 of this carillon gave also information. Beaux 2107
- Article about the Peter and Paul Fortress in St. Petersburg Expositions and exhibitions, opening hours, how to get to the Peter and Paul Fortress, reviews of tourists.
- Гусаров А. Ю. (2010). Памятники воинской славы Петербурга. СПб. ISBN 978-5-93437-363-5.
- Михайлова М. Б. К вопросу о месте ансамбля Казанского собора в европейской архитектуре // Архитектурное наследство. — Вып.24: Проблемы архитектурного ансамбля / Под ред. О. Х. Халпахчьяна. — М.: Стройиздат, 1976. — С.41—50.
- Рославлев М. И. (1925). "Старый Петербург" - "новый Ленинград". Ленинград: Издательство Академии художеств.

## Spoljašnje veze
59° 56′ 03″ С; 30° 19′ 28″ И / 59.9343° С; 30.3245° И